# Arnouville-lès-Mantes
 Arnouville-lès-Mantes  es una población y comuna francesa, situada en la región de Isla de Francia, departamento de Yvelines, en el distrito de Mantes-la-Jolie y cantón de Guerville.

## Demografía
| 469 | 450 | 508 | 551 | 699 | 742 |
| Para los censos de 1962 a 1999 la población legal corresponde a la población sin duplicidades (Fuente: INSEE [Consultar]) |     |     |     |     |     |